# Championnat d'Irlande du Nord de football 1949-1950
Navigation
Édition précédente Édition suivante
Le 49e Championnat d'Irlande du Nord de football se déroule en 1949-1950. 
Après les évènements tumultueux de la saison précédente, le sport reprend ses droits. Une nouvelle équipe de Belfast fait son apparition dans le championnat, les Crusaders FC.
Pour la deuxième fois consécutive l’épreuve est dominée par Linfield FC. Mais cette fois-ci encore, la victoire ne fut pas simple à obtenir. À la fin du championnat, deux équipes se retrouvent à égalité de points, Linfield et Glentoran FC. Un match de barrage est donc organisé. Linfield l’emporte 2-0 et gagne ainsi son dix-neuvième titre de champion.
Le triomphe est complet avec le doublé réalisé en battant Distillery FC en finale de la Coupe d'Irlande du Nord de football.
Avec 23 buts marqués, Sammy Hughes de Glentoran FC termine meilleur buteur de la compétition.

## Les 12 clubs participants
- Ards Football Club
- Bangor Football Club
- Ballymena United Football Club
- Cliftonville Football Club
- Coleraine Football Club
- Crusaders Football Club
- Derry City Football Club
- Distillery Football Club
- Glenavon Football Club
- Glentoran Football Club
- Linfield Football Club
- Portadown Football Club

## Classement
| Rang | Équipe           | Pts | J  | G  | N | P  | Bp | Bc | Diff |
| ---- | ---------------- | --- | -- | -- | - | -- | -- | -- | ---- |
| 1    | Linfield FC      | 38  | 22 | 17 | 4 | 1  | 64 | 27 | +37  |
| 2    | Glentoran FC     | 38  | 22 | 18 | 2 | 2  | 70 | 25 | +45  |
| 3    | Distillery FC    | 29  | 22 | 13 | 3 | 6  | 48 | 31 | +17  |
| 4    | Derry City FC    | 29  | 22 | 12 | 5 | 5  | 44 | 29 | +15  |
| 5    | Glenavon FC      | 24  | 22 | 10 | 4 | 8  | 51 | 38 | +13  |
| 6    | Ards FC          | 20  | 22 | 7  | 6 | 9  | 34 | 38 | -4   |
| 7    | Bangor FC        | 19  | 22 | 8  | 3 | 11 | 38 | 36 | +2   |
| 8    | Ballymena United | 15  | 22 | 5  | 5 | 12 | 29 | 49 | -20  |
| 9    | Portadown FC     | 15  | 22 | 3  | 9 | 10 | 33 | 52 | -19  |
| 10   | Coleraine FC     | 14  | 22 | 5  | 4 | 13 | 38 | 61 | -23  |
| 11   | Crusaders FC     | 13  | 22 | 4  | 5 | 13 | 37 | 69 | -32  |
| 12   | Cliftonville FC  | 10  | 22 | 3  | 4 | 15 | 34 | 65 | -31  |

|  | Champion d'Irlande du Nord |
|  | Relégation                 |

### Meilleur buteur
- Sammy Hughes, Glentoran FC 23 buts

## Bilan de la saison
| Tableau d'Honneur                         |             |
| Compétition                               | Vainqueur   |
| Championnat d'Irlande du Nord de football | Linfield FC |
| Coupe d'Irlande du Nord de football       | Linfield FC |

| Promotions et relégations |       |
| Relégués                  | Aucun |
| Promus                    | Aucun |